# Campionat de Catalunya d'hoquei sobre herba femení 2024-2025
El Campionat de Catalunya Divisió d'Honor Femenina 2024-25 fou la seixanta-vuitena edició de la competició. Se celebrà el 27 d'agost fins al 7 de setembre de 2024 i fou organitzada per la Federació Catalana de Hockey. Hi participaren sis equips, la majoria dels quals competeixen a la Lliga espanyola d'hoquei sobre herba. La competició es disputa en dues fases, una primera, en format de lliga regular a una volta, i una segona, amb semifinals i final. A la primera fase, els clubs participants es distribuïren en dos grups de tres equips cadascun i disputaren una lligueta de tres jornades. Accediren a la fase final els dos primers classificats d'ambdós grups. La final del campionat es disputa el 7 de setembre a les instal·lacions del Pla del Bon Aire.
Es proclamà campió el Club Egara, que guanyà a la tanda de shoot-outs per 3 a 2 al Júnior FC i aconseguí el seu cinquè títol de campionat de Catalunya.

## Clubs participants
- Atlètic Terrassa Hockey Club
- Futbol Club Barcelona
- Club Egara
- Júnior Futbol Club
- Reial Club de Polo de Barcelona
- Club Deportiu Terrassa

## Primera fase

### Classificació

#### Grup 1
| Pos | Equip       | PJ | PG | PE | PP | GF | GC | DG | Pts |                                |  | EGA | POL | TER |
| --- | ----------- | -- | -- | -- | -- | -- | -- | -- | --- | ------------------------------ |  | --- | --- | --- |
| 1   | Club Egara  | 2  | 1  | 1  | 0  | 4  | 1  | +3 | 4   | Classificats per la fase final |  | —   | 4–1 | 0–0 |
| 2   | RC Polo     | 2  | 1  | 0  | 1  | 3  | 5  | −2 | 3   | Classificats per la fase final |  |     | —   | 2–1 |
| 3   | CD Terrassa | 2  | 0  | 1  | 1  | 1  | 2  | −1 | 1   |                                |  |     |     | —   |

#### Grup 2
| Pos | Equip        | PJ | PG | PE | PP | GF | GC | DG  | Pts |                                |  | JUN | POL | FCB |
| --- | ------------ | -- | -- | -- | -- | -- | -- | --- | --- | ------------------------------ |  | --- | --- | --- |
| 1   | Júnior FC    | 2  | 2  | 0  | 0  | 12 | 2  | +10 | 6   | Classificats per la fase final |  | —   | 6–2 | 6–0 |
| 2   | RC Polo      | 2  | 1  | 0  | 1  | 7  | 7  | 0   | 3   | Classificats per la fase final |  |     | —   | 5–1 |
| 3   | FC Barcelona | 2  | 0  | 0  | 2  | 1  | 11 | −10 | 0   |                                |  |     |     | —   |

## Fase final

### Quadre de competició
|  | Semifinals              | Semifinals |                         |       | Final | Final |
|  |                         |            |                         |       |       |       |
|  | 4 de setembre 19:00 CET |            |                         |       |       |       |
|  |                         |            |                         |       |       |       |
|  | Club Egara              | 4          |                         |       |       |       |
|  | Club Egara              | 4          | 7 de setembre 15:00 CET |       |       |       |
|  | Atlètic Terrassa HC     | 0          |                         |       |       |       |
|  | Atlètic Terrassa HC     | 0          | Club Egara              | 4 (3) |       |       |
|  | 5 de setembre 19:30 CET |            | Club Egara              | 4 (3) |       |       |
|  |                         | Júnior FC  | 4 (2)                   |       |       |       |
|  | Júnior FC               | Júnior FC  | 4 (2)                   | 5     |       |       |
|  | Júnior FC               |            |                         | 5     |       |       |
|  | RC Polo                 | 1          |                         |       |       |       |
|  | RC Polo                 | 1          | Tercer lloc             |       |       |       |
|  |                         |            |                         |       |       |       |
|  | 7 de setembre 11:00 CET |            |                         |       |       |       |
|  |                         |            |                         |       |       |       |
|  | Atlètic Terrassa HC     | 2 (1)      |                         |       |       |       |
|  | Atlètic Terrassa HC     | 2 (1)      |                         |       |       |       |
|  | RC Polo                 | 2 (2)      |                         |       |       |       |

### Final
El Club Egara i el Júnior FC disputaren la final del Campionat de Catalunya 2024-25, repetint la mateixa final de la temporada anterior. Es disputà el 7 de setembre a les instal·lacions del Pla del Bon Aire de Terrassa. En un partit molt igualat, el club egarenc s'avançà 3 a 0, amb gols Natàlia Vilanova i dos de Marta Grau. Remuntà el club cugatenc amb tres penals transformats per Berta Serrahima, Laura Bosch i Maria José Granatto. L'equip egarenc s'avançà de nou amb un gol de Sofia Keenan i María Victoria Granatto aconseguí l'empat al darrer minut per l'equip cugatenc. A la tanda de shoot-outs, s'imposà el Club Egara per 3 a 2 i es proclamà campió de Catalunya per cinquena vegada a la seva història.
| 7 de setembre 15:00 CET Final |

| Club Egara                                     | 4-4             | Júnior FC                                                                                        |
| ---------------------------------------------- | --------------- | ------------------------------------------------------------------------------------------------ |
| Vilanova 21' (p.) · Grau 30', 35' · Keenan 51' | Informe Notícia | Serrahima 41' (p.) · Bosch 42' (p.) · María José Granatto 50' (p.) · María Victoria Granatto 60' |
| Tanda de shoot-out                             |                 |                                                                                                  |
|                                                | 3-2             |                                                                                                  |

| Instal·lacions del Pla del Bon Aire, Terrassa Àrbitres: Màrius Cuadrat, Bernat Carbonell i Carlos Dolz |

| }} Club Egara | }} Júnior FC |

| #          | Pos. | Nom              |  |
| ---------- | ---- | ---------------- |  |
| 1          | POR  | Mariona Girabent |  |
| 6          |      | Júlia Amorós     |  |
| 9          |      | Júlia Clapes     |  |
| 10         |      | Natalia Vilanova |  |
| 11         |      | Marta Grau       |  |
| 13         |      | Claudia Adell    |  |
| 14         |      | Sofia Keenan     |  |
| 15         |      | Maialen García   |  |
| 16         |      | Ariadna Alen     |  |
| 17         |      | Berta Muñoz      |  |
| 18         |      | Anna Borràs      |  |
| 20         |      | Laia Insenser    |  |
| 21         |      | Marta Fuentes    |  |
| 23         |      | Paula Aurell     |  |
| 25         |      | Marta Mitjavila  |  |
| 28         |      | Julieta Jankunas |  |
| 27         |      | Queralt Colet    |  |
| 32         |      | Celia Milan      |  |
| Entrenador |      |                  |  |
| Nacho Prat |      |                  |  |

| Campió de Catalunya d'hoquei 2024-25 |
| ------------------------------------ |
| Club Egara Cinquè títol              |

| #                  | Pos. | Nom                     |  |
| ------------------ | ---- | ----------------------- |  |
| 2                  | POR  | Clara Pineda            |  |
| 3                  |      | Bet Gifra               |  |
| 4                  |      | Laura Bosch             |  |
| 5                  |      | Berta Serrahima         |  |
| 6                  |      | Teresa Lima             |  |
| 9                  |      | Ivet Martí              |  |
| 11                 |      | Maria Gesti             |  |
| 15                 |      | Anna Gardsjord          |  |
| 16                 |      | Mireia Gifra            |  |
| 20                 |      | Gabriela Pérez          |  |
| 21                 |      | Maria Victoria Granatto |  |
| 22                 |      | Laia Vidosa             |  |
| 23                 |      | Monica Hernàndez        |  |
| 26                 |      | Bet Ribas               |  |
| 28                 |      | Martina Díaz            |  |
| 29                 |      | Jana Martínez           |  |
| 35                 |      | Marta Alcaraz           |  |
| 92                 |      | Maria José Granatto     |  |
| Entrenador         |      |                         |  |
| Guillermo Carnicer |      |                         |  |